# Uvaria heyneana
Uvaria heyneana este o specie de plante angiosperme din genul Uvaria, familia Annonaceae, descrisă de Robert Wight și George Arnott Walker Arnott. Conform Catalogue of Life specia Uvaria heyneana nu are subspecii cunoscute.